# Edificio del Banco de España (Pamplona)
El edificio del Banco de España es un edificio de Pamplona, capital de Navarra. Fue la sede Banco de España en esta ciudad y en la actualidad oficia como sede del Ministerio del Trabajo y de otras oficinas del Estado: Inspección de Trabajo, Fondo de Garantía Salarial y Comercio Exterior.

## Ubicación
Se encuentra ubicado en el Primer Ensanche de Pamplona, en el  Paseo de Sarasate número 1 junto a la Avenida de San Ignacio, junto al Palacio de Navarra y el Monumento a los Fueros. Como su nombre indica, fue, hasta 2011, la sede del Banco de España.

## Historia
El Banco de España era uno de los bancos más antiguos presentes en Pamplona. Se había constituido en 1856 y en poco tiempo había absorbido al Banco de Pamplona —banco de emisión que se había creado el 6 de noviembre de 1863— en septiembre de 1874 por lo que desde esa fecha operaba en la capital navarra. Unos años más tarde, en 1891 se hizo con el edificio y el terreno de la antigua Alhóndiga Municipal, que se había levantado, a su vez, en 1850 sobre un antiguo taller de reparación de carretas. Pagó por todo 105.621 pesetas al Ayuntamiento de Pamplona.
En 1922, en pleno proceso de expansión de la ciudad que dio paso al Segundo Ensanche, se demolió el edificio y sobre el mismo solar se construyó el edificio del banco cuyas obras comenzaron en 1925 y que se inauguró el 13 de agosto de 1927. Fue construido por José Fermín de Astiz y Bárcena, arquitecto del Banco de España, y José Yárnoz Larrosa. Está declarado patrimonio histórico.

## El edificio
Al ser un edificio construido con el impulso de instituciones oficiales, tiene un estilo neoclásico (según las corrientes artísticas novecentistas de los años 1920 que las instituciones utilizaron en sus edificios y residencias) y presenta unas proporciones equilibradas, reflejando el estilo neoclásico del vecino Palacio de Navarra. 
En la parte noble destacan las cuatro columnas y pilastras de la portada que da al paseo. Dado que este complejo utiliza el orden jónico en lugar del dórico del Palacio Provincial, tiene un aspecto palaciego pero más ligero. La mansarda de pizarra que lo remata está asociada a la arquitectura burguesa francesa.

Tras su cierre en 2011, el edificio se vendió a Patrimonio Nacional y estuvo abandonado unos años. En 2015 se realizaron importantes reformas internas con el fin de adaptarlo a la nueva función. En 2017, tras seis años, fue reabierto.

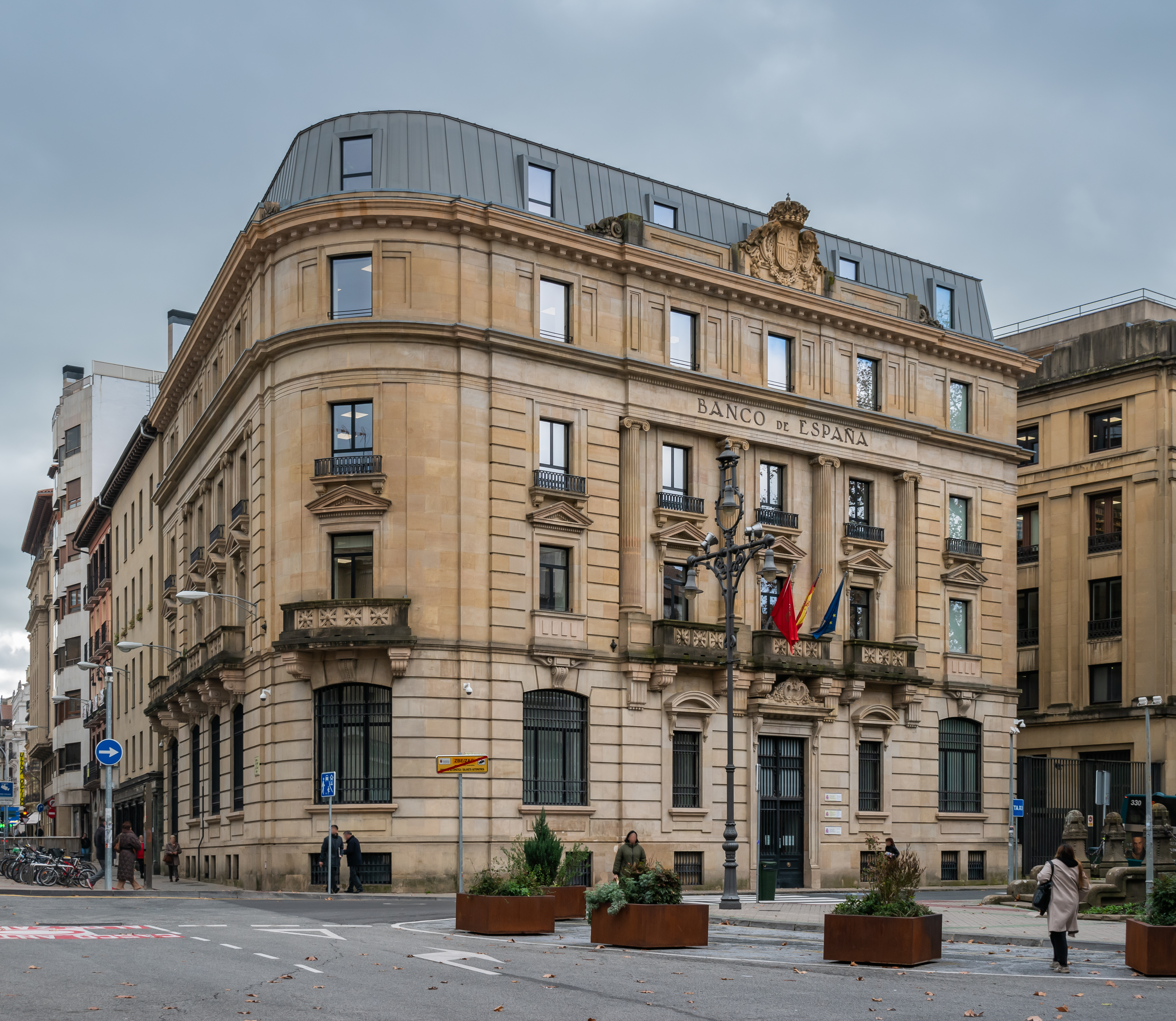
Banco de España con la Avenida de San Ignacio a la izquierda
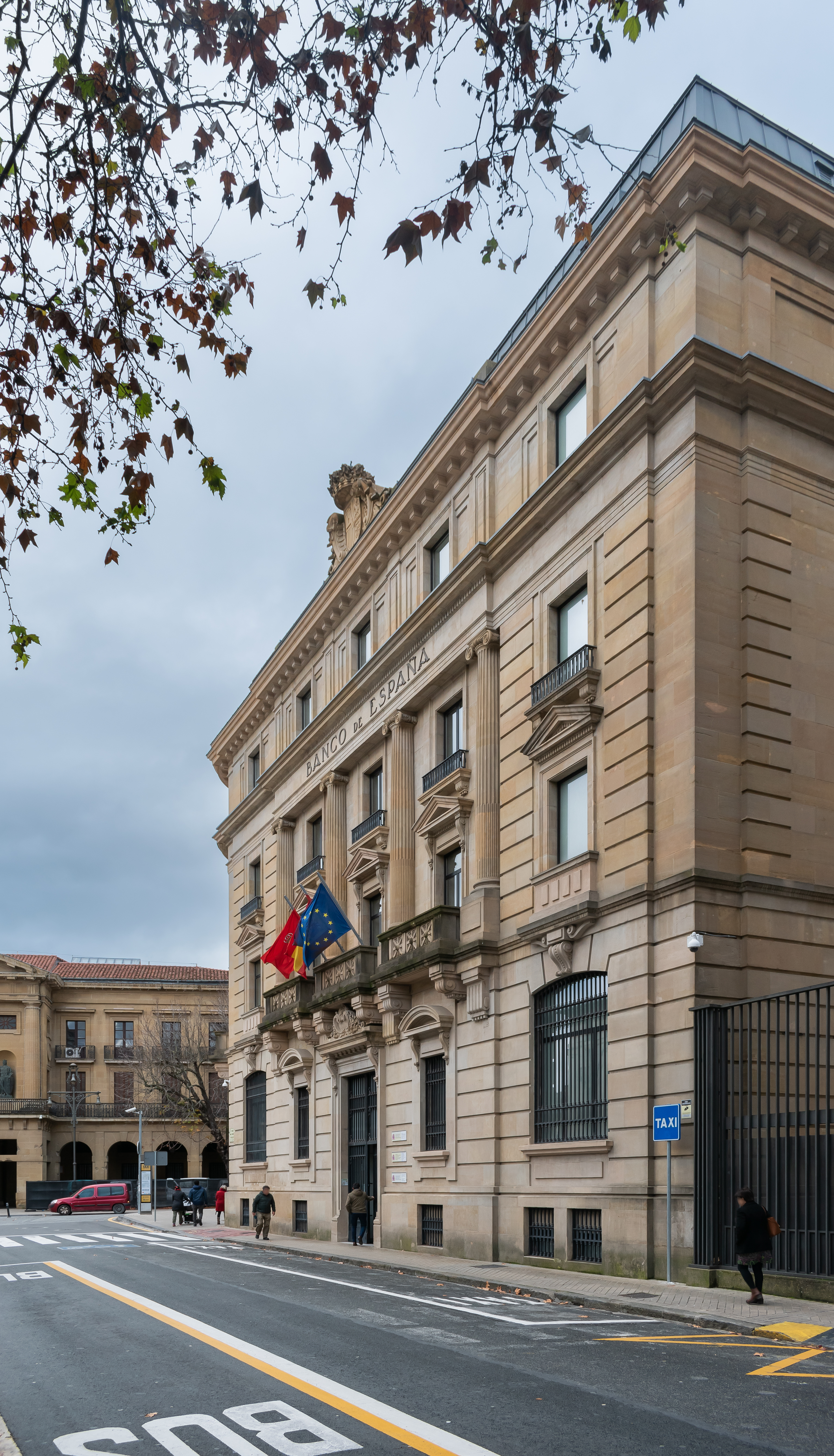
Banco de España visto desde el Paseo Sarasate. Al fondo se ve parcialmente el Palacio de Navarra.
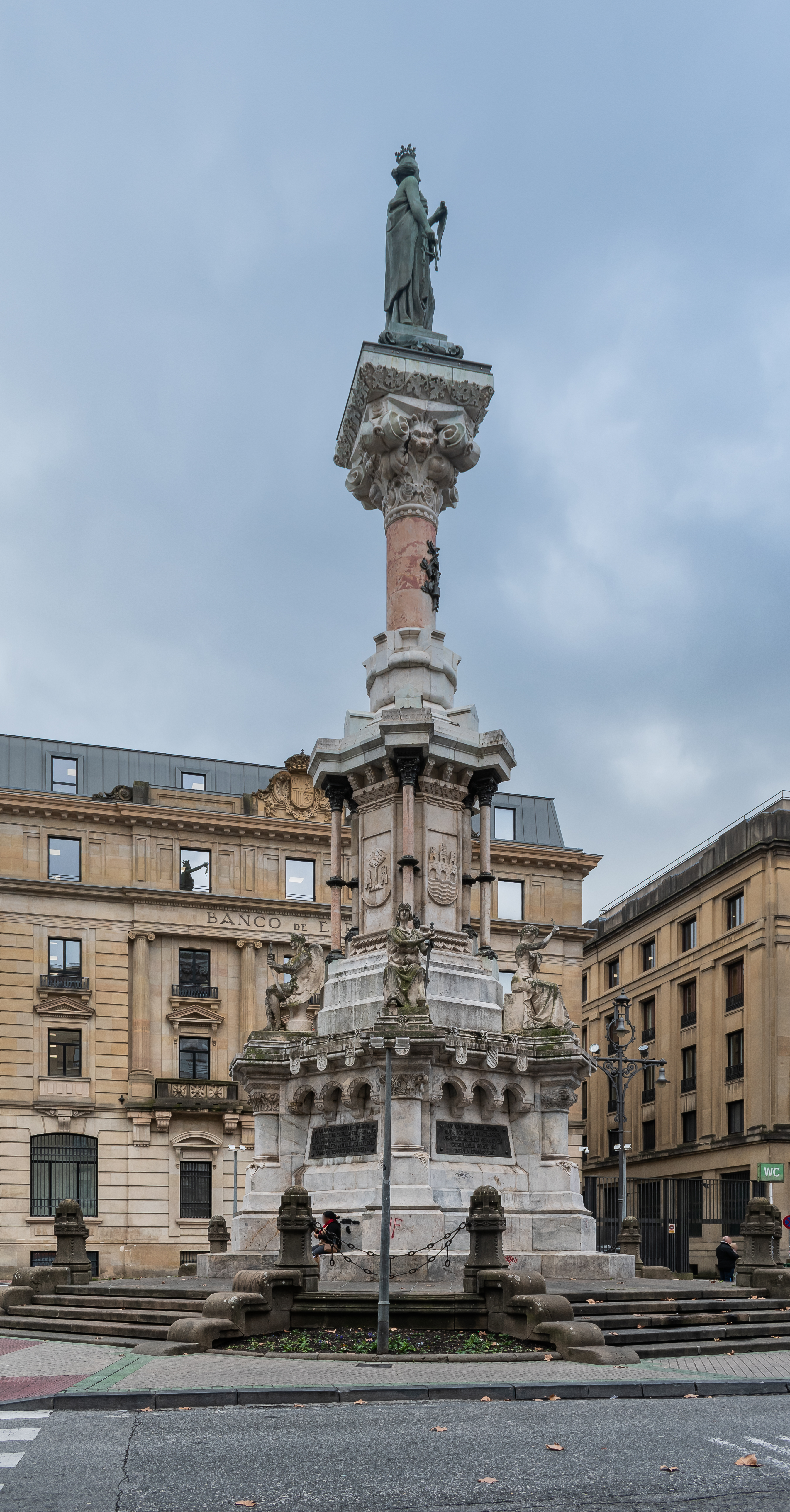
El Monumento a los Fueros. Detrás se observa el edificio del Banco de España.